# Draba fladnizensis
Draba fladnizensis là một loài thực vật có hoa trong họ Cải. Loài này được Wulfen mô tả khoa học đầu tiên năm 1779.